# Eleição presidencial nos Estados Unidos em 1956
A eleição presidencial dos Estados Unidos de 1956 foi a quadragésima-terceira eleição presidencial do país. O atual presidente, o popular Dwight D. Eisenhower conseguiu com êxito a reeleição. A eleição de 1956 foi uma revanche de 1952, como adversário de Eisenhower, em 1956, foi o democrata Adlai Stevenson II, a quem Eisenhower havia derrotado quatro anos antes.
Stevenson permaneceu popular com um núcleo de liberais democratas, mas não tinha nenhum cargo e não tinha uma base real. Stevenson e Eisenhower ignoraram amplamente a questão dos direitos civis. Eisenhower tinha terminado a Guerra da Coreia e a nação estava próspera.
Esta foi a última eleição presidencial antes da soberania do Alasca e Havaí, que teriam pela primeira vez participado como estados na eleição presidencial de 1960. Foi também a última eleição, onde qualquer um dos principais candidatos nasceu no século XIX.

## Processo eleitoral
A partir de 1832, os candidatos para presidente e vice começaram a ser escolhidos através das Convenções. Os delegados partidários, escolhidos por cada estado para representá-los, escolhem quem será lançado candidato pelo partido. Os eleitores gerais elegem outros "eleitores" que formam o Colégio Eleitoral. A quantidade de "eleitores" por estado varia de acordo com a quantidade populacional do estado. Em quase todos os estados, o vencedor do voto popular leva todos os votos do Colégio Eleitoral.

## Convenções

### Convenção Nacional doPartido Republicanode 1956

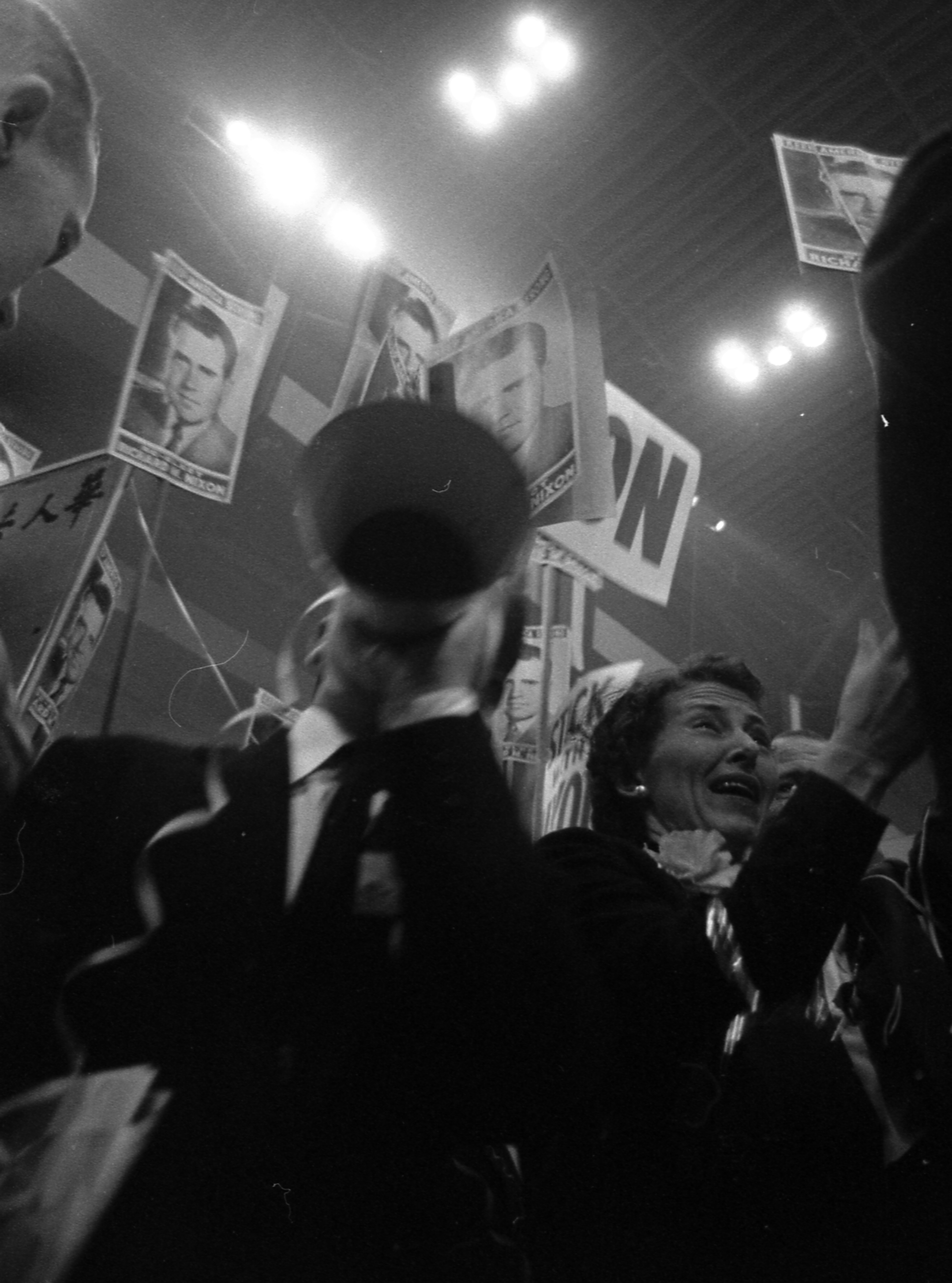
Participantes da Convenção Nacional Republicana aplaudindo, falando em megafones, e segurando cartazes Nixon, em San Francisco, Califórnia.

Quando o ano de 1956 começou, houve alguma especulação de que Eisenhower não concorreria a um segundo mandato, principalmente devido às preocupações sobre sua saúde. Em 1955, Eisenhower havia sofrido um ataque cardíaco grave, e no início de 1956 ele foi submetido a cirurgia por causa de ileíte. No entanto, ele se recuperou rapidamente após os dois incidentes, e depois de ter recebido alta por seus médicos, ele decidiu se candidatar a um segundo mandato. Dado "Ike" (refere-se a Eisenhower) enorme popularidade, ele foi renomeado sem oposição na Convenção Nacional Republicana de 1956 em San Francisco entre 20 e 23 de agosto.
A única questão entre os republicanos era se o vice-presidente Richard Nixon voltaria a ser companheiro de chapa de Eisenhower. Havia algumas evidências de que Eisenhower teria preferido outro, menos partidário e controverso, como o governador de Massachusetts Christian Herter, e de acordo com alguns historiadores (como Stephen E. Ambrose), Eisenhower particularmente ofereceu a Nixon outra posição em seu gabinete, como Secretário da Defesa. No entanto, Harold Stassen era o único republicano a fazer oposição pública na renomeação de Nixon para vice-presidente, e Nixon manteve-se altamente popular entre os republicanos e os eleitores. Nixon também havia reformulado a vice-presidência, usando-o como uma plataforma para fazer campanha para candidatos republicanos estaduais e locais em todo o país, e esses candidatos vieram em sua defesa. Ao contrário de 1952, os conservadores republicanos (que haviam apoiado Robert A. Taft contra Eisenhower em 1952) não tentaram moldar a plataforma. A única coisa notável sobre a Convenção Republicana foi a de que um delegado votou num fictício "Joe Smith" para vice-presidente, a fim de protestar contra tudo que estava sendo unânime.

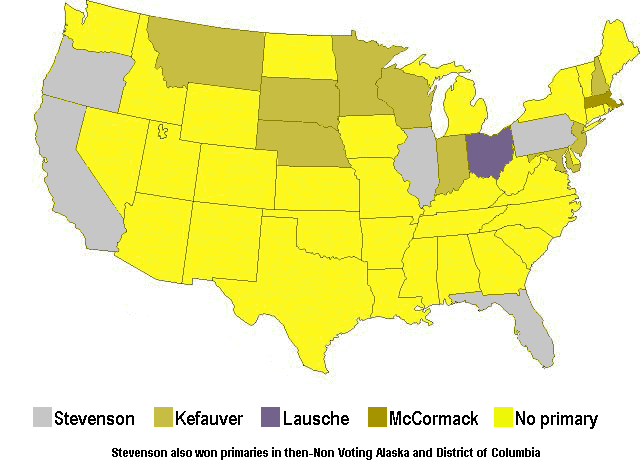
Resultados das primárias estaduais democratas:
Adlai Stevenson
Estes Kefauver
Frank Lausche
John William McCormack
Estados que não realizaram primárias

### Convenção Nacional doPartido Democratade 1956

#### Primárias estaduais
Adlai Stevenson II, candidato do Partido Democrata de 1952, teve uma grande disputada primária com o senador populista do Tennessee Estes Kefauver para a nomeação de 1956. Kefauver venceu a primária estadual em Nova Hampshire sem oposição. Depois Kefauver chateou Stevenson na primária em Minnesota, e Stevenson percebendo que ele estava em apuros, concordou em fazer um debate com Kefauver na Flórida. Stevenson e Kefauver realizaram o primeiro debate televisionado presidencial em 21 de maio de 1956, antes das primárias da Flórida. Stevenson venceu na Flórida por uma margem de 52%-48%. Pelas primárias da Califórnia em Junho de 1956, a campanha de Kefauver teve de ficar com pouco dinheiro, e não podia competir por publicidade e propaganda com Stevenson sendo bem financiado. Stevenson ganhou as primárias da Califórnia por uma margem de 63%-37%, e logo depois, Kefauver retirou-se da corrida.

#### Convenção Nacional
A Convenção Nacional Democrata de 1956 foi realizada entre 13 e 17 de agosto em Chicago. O governador de Nova Iorque W. Averell Harriman, que foi apoiado pelo ex-presidente Harry S. Truman, desafiou Stevenson para a nomeação. Stevenson conseguiu os votos de muitos delegados (905.5 votos), e Stevenson ganhou a nomeação no primeiro escrutínio contra Kefauver (210 votos) e outros (256.5 votos). Estes Kefauver conseguiu a nomeação vice-presidencial.

## Campanha
Adlai Stevenson fez campanha contra Dwight D. Eisenhower, com anúncios de televisão pela primeira vez, sendo a mídia dominante para ambos os lados.
Stevenson propôs aumentos significativos nos gastos do governo para programas sociais e os tratados com a União Soviética para reduzir os gastos militares e o fim dos testes nucleares de ambos os lados. Eisenhower publicamente foi contra essas idéias, mesmo que em privado ele estava trabalhando em uma proposta para proibir testes nucleares na atmosfera. Eisenhower tinha retido a enorme popularidade pessoal e política que ele havia ganhado durante a Segunda Guerra Mundial, e manteve uma vantagem confortável nas sondagens durante a campanha.

## Resultados
| Resultado geral da eleição presidencial dos Estados Unidos de 1956 | Resultado geral da eleição presidencial dos Estados Unidos de 1956 | Resultado geral da eleição presidencial dos Estados Unidos de 1956 | Resultado geral da eleição presidencial dos Estados Unidos de 1956 | Resultado geral da eleição presidencial dos Estados Unidos de 1956 | Resultado geral da eleição presidencial dos Estados Unidos de 1956 | Resultado geral da eleição presidencial dos Estados Unidos de 1956 | Resultado geral da eleição presidencial dos Estados Unidos de 1956 | Resultado geral da eleição presidencial dos Estados Unidos de 1956 | Resultado geral da eleição presidencial dos Estados Unidos de 1956 |
| Candidato presidencial                                             | Partido                                                            | Estado de origem                                                   | Voto popular                                                       | Voto popular                                                       | Colégio Eleitoral                                                  | Colégio Eleitoral                                                  | Running mate                                                       | Running mate                                                       | Running mate                                                       |
| Candidato presidencial                                             | Partido                                                            | Estado de origem                                                   | Votos                                                              | %                                                                  | Votos                                                              | %                                                                  | Candidato vice-presidencial                                        | Estado de origem                                                   | Colégio Eleitoral                                                  |
| ------------------------------------------------------------------ | ------------------------------------------------------------------ | ------------------------------------------------------------------ | ------------------------------------------------------------------ | ------------------------------------------------------------------ | ------------------------------------------------------------------ | ------------------------------------------------------------------ | ------------------------------------------------------------------ | ------------------------------------------------------------------ | ------------------------------------------------------------------ |
| Dwight D. Eisenhower                                               | Partido Republicano                                                | Texas                                                              | 35.579.180                                                         | 57,37%                                                             | 457                                                                | 86,1%                                                              | Richard Nixon                                                      | Califórnia                                                         | 457                                                                |
| Adlai Stevenson                                                    | Partido Democrata                                                  | Califórnia                                                         | 26.028.028                                                         | 41,97%                                                             | 73                                                                 | 13,7%                                                              | Estes Kefauver                                                     | Tennessee                                                          | 73                                                                 |
| Nenhum                                                             | Nenhum                                                             | Nenhum                                                             | 196.145                                                            | 0,32%                                                              | 0                                                                  | 0,0%                                                               | Nenhum                                                             | Nenhum                                                             | 0                                                                  |
| T. Coleman Andrews                                                 | Dixiecrat                                                          | Virgínia                                                           | 107.929                                                            | 0,17%                                                              | 0                                                                  | 0%                                                                 | Thomas H. Werdel                                                   | Dakota do Sul                                                      | 0                                                                  |
| Walter Burgwyn Jones                                               | Partido Democrata                                                  | Alabama                                                            | -(a)                                                               | -(a)                                                               | 1                                                                  | 0,18%                                                              | Herman Talmadge                                                    | Geórgia                                                            | 1                                                                  |
| Outros                                                             | Outros                                                             | Outros                                                             | 110,046                                                            | 0,20%                                                              | 0                                                                  | 0%                                                                 | Outros                                                             | Outros                                                             | 0                                                                  |
| Total                                                              | Total                                                              | Total                                                              | 62.021.328                                                         | 100%                                                               | 531                                                                |                                                                    |                                                                    |                                                                    | 531                                                                |
| Votos minímos do Colégio Eleitoral de que se precisa para vencer   | Votos minímos do Colégio Eleitoral de que se precisa para vencer   | Votos minímos do Colégio Eleitoral de que se precisa para vencer   | Votos minímos do Colégio Eleitoral de que se precisa para vencer   | Votos minímos do Colégio Eleitoral de que se precisa para vencer   | 266                                                                |                                                                    |                                                                    |                                                                    | 266                                                                |

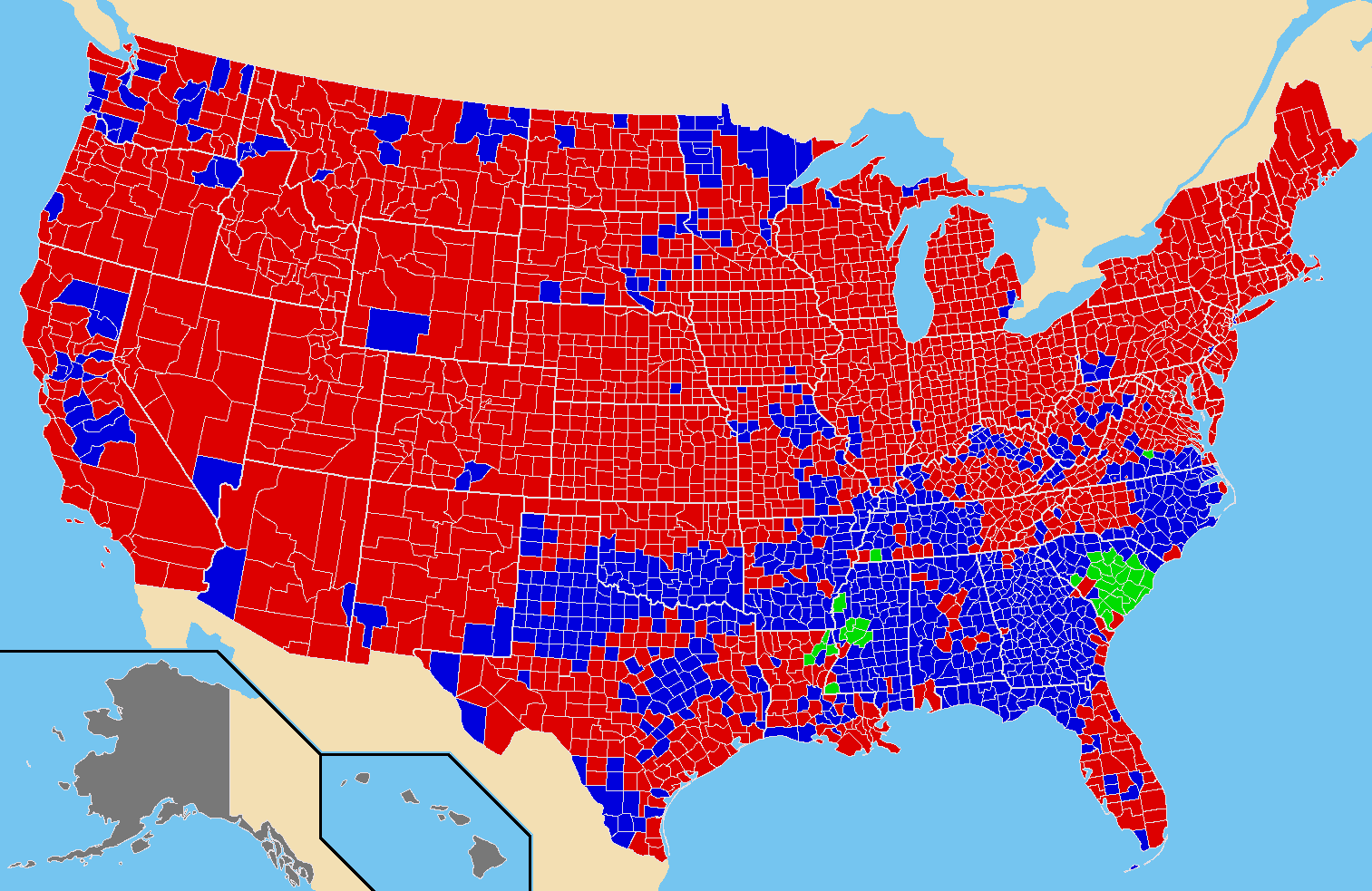
Resultados por condados:
Dwight D. Eisenhower
Adlai Stevenson
Nenhum

Fonte - Voto popular: Colégio Eleitoral: 
(a)Um eleitor infiel de Alabama prometeu o voto a Adlai Stevenson e Estes Kefauver, em vez lançou o seu voto para Walter Burgwyn Jones, que era um juiz de tribunal, e Herman Talmadge, governador da Geórgia.